# Harold Smedley
Sir Harold Smedley, KCMG, MBE (* 19. Juni 1920; † 16. Februar 2004) war ein britischer Diplomat, der unter anderem zwischen 1964 und 1968 Hochkommissar in Ghana, von 1968 bis 1970 Botschafter in Laos, zwischen 1973 und 1975 Hochkommissar in Sri Lanka sowie von 1976 bis 1980 Hochkommissar in Neuseeland war. Er fungierte zudem zwischen 1976 und 1980 auch als Gouverneur der Pitcairninseln.

## Leben
Harold Smedley, Sohn des Arztes R. D. Smedley, begann nach dem Besuch der 1597 gegründeten Aldenham School ein Studium am Pembroke College der University of Cambridge. Während des Zweiten Weltkrieges leistete er von 1939 bis 1945 Militärdienst bei den Royal Marines und nahm mit dem No. 48 (Royal Marine) Commando am 6. Juni 1944 an der Operation Neptune teil, der alliierten Landung in der Normandie. Er erreichte den temporären Rang eines Lieutenant. 1946 wurde er für seine Verdienste im Krieg als Member des Order of the British Empire (MBE) ausgezeichnet und trat in das Ministerium für die Herrschaftsgebiete (Dominion Office) ein und war zwischen 1947 und 1948 Privatsekretär des Ständigen Unterstaatssekretärs in diesem Ministerium. Im Anschluss fand er zwischen 1948 und 1950 Verwendung im Büro des Hochkommissars in Neuseeland sowie von 1951 bis 1953 im Büro des Hochkommissars in Südrhodesien. Nach seiner Rückkehr fungierte er zwischen 1954 und 1957 als Erster Privatsekretär der Minister für die Commonwealth-Beziehungen (Secretary of State for Commonwealth Relations), Philip Cunliffe-Lister, 1. Earl of Swinton (1954 bis 1955) und Alec Douglas-Home (1955 bis 1957).
1957 wurde Smedley Botschaftsrat im Hochkommissariat in Indien, das sich zunächst in Kalkutta befand und 1958 nach Neu-Delhi verlegt wurde. Daraufhin kehrte er 1960 in das Ministerium für Commonwealth-Beziehungen (Commonwealth Relations Office) zurück und war dort zunächst Leiter des Referats für Informationspolitik (Head of Information Policy Department, Commonwealth Relations Office) sowie daraufhin zwischen 1962 und 1963 Leiter des Presse-Referats (Head of News Department, Commonwealth Relations Office). Als Nachfolger von Geoffrey de Freitas wurde er 1964 Hochkommissar in Ghana und bekleidete dieses Amt bis zu seiner Ablösung durch Horatio Matthews, wobei die diplomatischen Beziehungen zwischen 1965 und 1966 unterbrochen waren. Während dieser Zeit wurde er für seine Verdienste 1965 Companion des Order of St Michael and St George (CMG). 1968 wurde er Nachfolger von Frederick Warner als Botschafter in Laos und verblieb auf diesem Posten bis 1970, woraufhin John Lloyd seine dortige Nachfolge antrat.
Nach seiner Rückkehr übernahm Harold Smedley zwischen 1970 und 1972 den Posten als Leiter der Unterabteilung West- und Ostafrika im Ministerium für Auswärtige und Commonwealth-Angelegenheiten (Assistant Under-Secretary for Foreign and Commonwealth Affairs (West and East Africa)). Zugleich fungierte er in dieser Verwendung von 1971 bis 1972 als Generalsekretär der Kommission für die Rhodesien-Frage. 1973 löste er Angus MacKintosh als Hochkommissar in Sri Lanka ab und behielt dieses Amt bis zu seiner Ablösung durch David Aiers 1975. In dieser Verwendung war er zwischen 1973 und 1975 in Personalunion auch nicht-residierender Botschafter auf den Malediven. Im Anschluss übernahm er 1976 als Nachfolger von David Aubrey Scott den Posten als Hochkommissar in Neuseeland und hatte diesen bis zu seinem Eintritt in den Ruhestand 1980 inne, woraufhin Richard Stratton seine Nachfolge antrat. In Personalunion war er als Nachfolger von David Aubrey Scott von Februar 1976 bis zu seiner Ablösung durch Richard Stratton im September 1980 auch Gouverneur der Pitcairninseln. Ferner bekleidete er zwischen 1977 und 1980 auch den Posten als nicht-residierender Hochkommissar in Westsamoa. 1978 wurde er als Knight Commander des Order of St Michael and St George (KCMG) geadelt und führte seither das Prädikat „Sir“. 
1950 heiratete Harold Smedley Beryl Mary Harley Brown, die er während seiner Verwendung in Wellington in Neuseeland kennengelernt hatte.

## Hintergrundliteratur
- Beryl Smedley: Partners in Diplomacy. The Changing Face of the Diplomat’s Wife. Harley Press, 1990, ISBN 0951646206.